# بامبیر
بامبیر یک گروه راک ارمنی از شهر گیومری است. این گروه که بیش از چهار دهه فعالیت دارد و بیش از ۵۰ نوازنده در آن حضور داشته‌اند، وارد نسل دوم خود شده است؛ به این معنا که فرزندان اعضای اصلی اکنون به‌عنوان یک گروه چهار نفرهٔ جداگانه فعالیت می‌کنند که همچنان بخشی از گروه اصلی به‌شمار می‌رود.
این گروه در دههٔ ۱۹۷۰ میلادی توسط جگ بارسقیان در گیومری در ارمنستان تأسیس شد و به‌عنوان یکی از بهترین گروه‌های راک در اتحاد جماهیر شوروی شناخته می‌شد. آنها قطعات اصلی، ترانه‌های سنتی ارمنی و تنظیم‌های مدرن از موسیقی کومیتاس و موسیقی قرون وسطی ارمنی اجرا می‌کردند. امروزه، جگ بارسقیان آلبوم‌های انفرادی و آلبوم‌های گروهی ضبط می‌کند و با اعضای اصلی بامبیر و نوازندگان بین‌المللی دیگر اجرا دارد. در سال ۱۹۸۲، بامبیر جایزهٔ موسیقی محلی را در جشنوارهٔ بین‌المللی در لیدا در کشور بلاروس کسب کرد. آنها بیستمین سالگرد خود را در مسکو در سال ۱۹۹۸ و در گیومری در اولین دوسالانهٔ خود جشن گرفتند و در سی‌امین سالگرد خود، آلبوم «ارمنی اسکاتلندی» را منتشر کردند؛ آلبومی که به صدوچهلمین سالگرد هوهانس تومانیان و دویست‌وپنجاهمین سالگرد رابرت برنز اختصاص یافته بود.
یک گروه راک چهار نفرهٔ جداگانه اما مرتبط با بامبیر (راک اند رول پیشرو) در سال ۱۹۹۴ در گیومری توسط ناره بارسقیان (فرزند جگ)، آرمان کوچاریان، آریک گریگوریان و واردان پارموزیان شکل گرفت. این گروه در ابتدا در ارمنستان فعالیت خود را آغاز کرد، اما شهرت خود را در روسیه، فرانسه، ایالات متحدهٔ آمریکا، ترکیه، گرجستان، لبنان، لهستان و فراتر از آن به دست آورد. آنها در سال ۲۰۱۲ در ایرلند مستقر شدند و در سال‌های ۲۰۱۶–۲۰۱۷ در ایالات متحدهٔ آمریکا تور برگزار کردند.
این گروه موسیقی‌های خود را که توسط ناره و آریک نوشته شده است می‌نویسند و اجرا می‌کنند و به‌خاطر حضور پرانرژی در صحنه و صدای منحصربه‌فرد خود شناخته می‌شوند.

## تاریخچه
در دههٔ شصت میلادی، جگ سفرهایی به شهر گیومری آغاز کرد؛ شهری که به‌طور سنتی شهر هنرهای ارمنستان و یکی از مراکز فرهنگی اتحاد جماهیر شوروی محسوب می‌شد. در حالی که در آن زمان در ایروان افراد زیادی به موسیقی راک گوش نمی‌دادند، به نظر می‌رسید که یک صحنهٔ زیرزمینی در گیومری در حال شکوفایی بود. او در آنجا شروع به یافتن افرادی هم‌فکر و علاقه‌مند به موسیقی‌ای که دوست داشت کرد. جگ با رابرت کوچاریان (نه رئیس‌جمهور سابق ارمنستان) در نقش نوازندهٔ بیس، سورن مارتیروسیان در نقش گیتاریست، و لِوون «واتس» نورویان در نقش درامر به تمرین و نوازندگی پرداخت و خود را «آنگین قارِر» (به معنای «سنگ‌های قیمتی» در زبان ارمنی) نامیدند و موسیقی هارد راک اجرا کردند.
آن‌ها به‌سرعت سبک خود را به «بارد راک» فولکلور تغییر دادند و با تنظیم قطعاتی از کومیتاس وارداپت و سپس ساخت آثار اورجینال خود، نام گروه را به «بامبیر» تغییر دادند. اجراهای متعددی داشتند، آلبوم‌های زیادی منتشر کردند و در ارمنستان، روسیه، اروپا و ایالات متحده تور برگزار کردند. اعضای گروه اصلی برای کنسرت‌های ویژه دوباره گرد هم می‌آیند و جگ همچنان به ضبط و همکاری با هنرمندان محلی و بین‌المللی ادامه می‌دهد.
او توسط وزارت فرهنگ ارمنستان به‌خاطر دستاوردهایش در زمینهٔ موسیقی معاصر ارمنی مورد تقدیر قرار گرفته است.